# Can-Am Cup 1976
La Can-Am Cup 1976 fu la 6ª edizione della manifestazione organizzata dalla Federazione internazionale sci.
In campo maschile lo statunitense Eric Wilson si aggiudicò sia la classifica generale, sia quella di discesa libera; i suoi connazionali Ron Fuller e John Teague vinsero rispettivamente quella di slalom gigante e quella di slalom speciale. Lo statunitense Peter Dodge era il detentore uscente della Coppa generale.
In campo femminile la statunitense Viki Fleckenstein si aggiudicò sia la classifica generale, sia quella di slalom gigante; la canadese Jeanette Zanier vinse la classifica di discesa libera, la statunitense Christin Cooper quella di slalom speciale. La statunitense Leslie Smith era la detentrice uscente della Coppa generale.